# 愛宕山公園 (出雲市)
愛宕山公園（あたごやまこうえん、あたごさんこうえん）は、島根県出雲市平田町に位置する出雲市立の都市公園（総合公園）である。

## 概要
桜の名所として知られ、春には花見を楽しむ観光客で賑わう。また動物広場ではカンガルーやシカ、クジャクなど様々な動物と触れ合うことができる。その他にもプール、球場、各種アスレチックなども充実しており市民の憩いの場となっている。

## 主な施設
- 動物広場（ニホンジカ、ヤギ、ポニー、ロバ、オオハクチョウ、ガチョウ、アヒル、ハト、インコ、ジャイアントウサギ、ウサギ）
- 水鳥の池
- 平田愛宕山プール（9コース50mプール、子どもプール）
- 愛宕山庭球場
- 平田愛宕山球場
- 各種アスレチック（わんぱくコースアスレチック6基、冒険コース9基の2コース、子供広場遊具7基）
- 相撲場
- 多目的広場
- 展望台